# 483
Évszázadok: 4. század – 5. század – 6. század
Évtizedek: 430-as évek – 440-es évek – 450-es évek – 460-as évek – 470-es évek – 480-as évek – 490-es évek – 500-as évek – 510-es évek – 520-as évek – 530-as évek
Évek: 478 – 479 – 480 – 481 –  482 – 483 – 484 – 485 – 486 – 487 – 488

## Események

### Európa
- Zénón bizánci császár kiegyezik a Balkánt fosztogató osztrogótokkal, szövetségesi (foederati) státuszt ad nekik és királyukat, Theodoricot főparancsnokká (magister militum), a következő évre pedig consullá nevezi ki.
- Meghal Simplicius pápa. Utóda III. Felix, akinek első dolga, hogy elítélje Zénón császár Hénótikon rendeletét, melyben az uralkodó a monofizita nézeteket értelmezte.[1]

## Halálozások
- március 10. – Simplicius pápa[1]

## Fordítás
- Ez a szócikk részben vagy egészben  a(z)   483 című angol Wikipédia-szócikk ezen változatának fordításán alapul.  Az eredeti cikk szerkesztőit annak laptörténete sorolja fel. Ez a jelzés csupán a megfogalmazás eredetét és a szerzői jogokat jelzi, nem szolgál a cikkben szereplő információk forrásmegjelöléseként.